# Einselthum

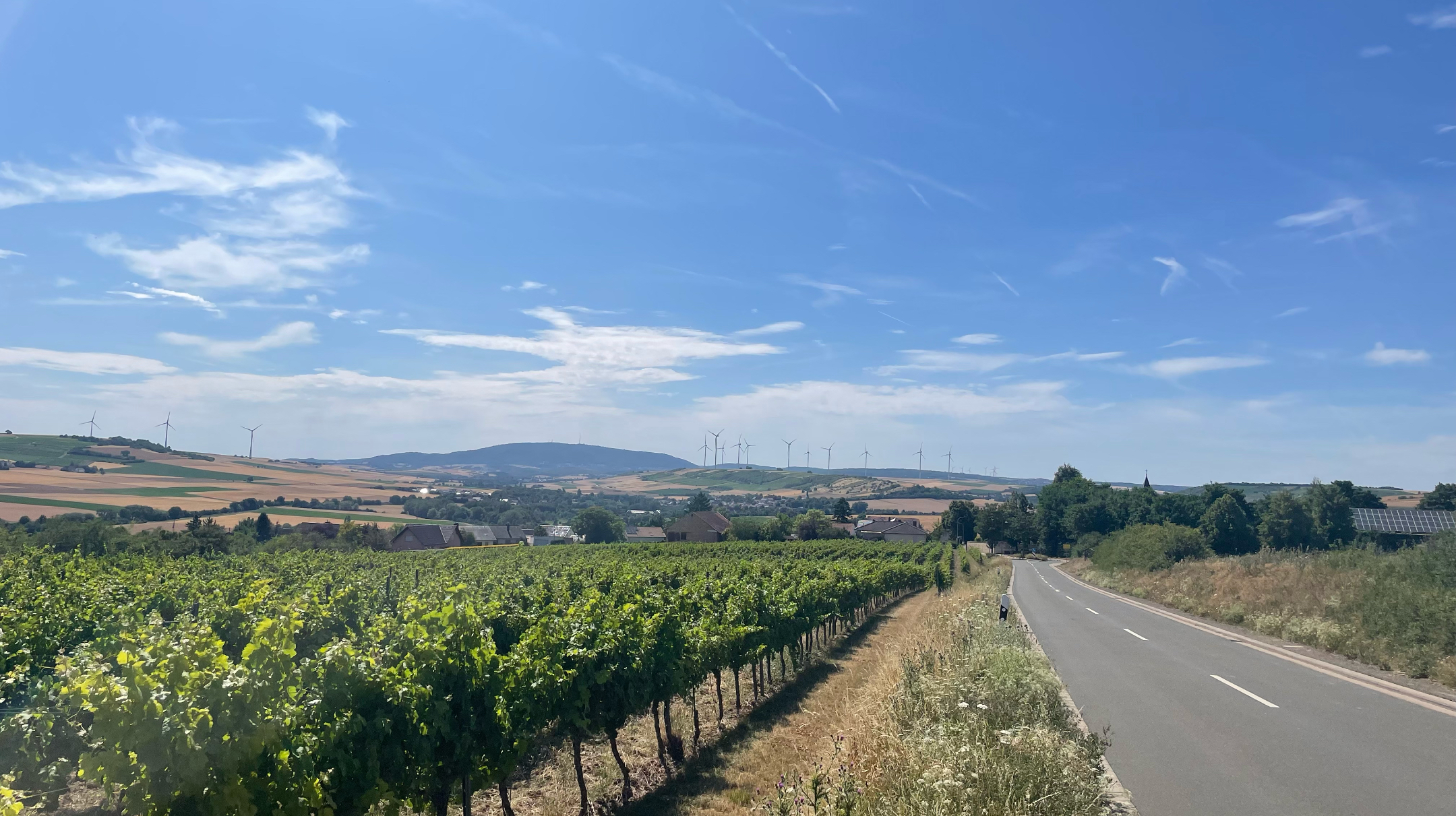
Blick auf Einselthum, mit dem Donnersberg im Hintergrund

Einselthum (pfälzisch: Oinseldumm) ist eine Ortsgemeinde im Donnersbergkreis in Rheinland-Pfalz. Sie gehört der Verbandsgemeinde Göllheim an. Im Jahre 2012 wurde die Gemeinde Landessieger in der Hauptklasse des Wettbewerbs Unser Dorf hat Zukunft.

## Geographie
Der Weinort liegt zwischen Kaiserslautern und Worms über dem Zellertal innerhalb des sogenannten Alzeyer Hügellands, das wiederum Bestandteil des Rheinhessischen Tafel- und Hügellands ist. Zu Einselthum gehört der Wohnplatz Wiesenmühle. Nachbargemeinden sind – im Uhrzeigersinn – Ober-Flörsheim, Zellertal, Immesheim, Albisheim und Stetten. Die Pfrimm bildet im Süden die Gemarkungsgrenze. Vor Ort nimmt sie von links den Mühlbach auf, der mitten durch das Siedlungsgebiet verläuft.

## Geschichte
Der Ort wurde 791 im Lorscher Codex urkundlich erwähnt. Bis 1344 gehörten die Pfarrkirche St. Martin sowie bedeutende Güter des Ortes der Abtei Neuweiler im Elsass. In jenem Jahr kaufte das Kloster Liebenau bei Worms von der genannten Abtei das Patronatsrecht und den Zehnt der Einselthumer Kirche, ebenso einen dort befindlichen Klosterhof und das sogenannte Steinerne Haus. Der Kauf erfolgte von dem Vermögen, das Pfalzgräfin Irmengard ins Kloster einbrachte, nachdem sie als Witwe dort Ordensschwester geworden war.
Bis Ende des 18. Jahrhunderts gehörte der Ort zur Kurpfalz und unterstand dort dem Oberamt Alzey.
Im Jahr 1794 besetzte Frankreich im Ersten Koalitionskrieg das Linke Rheinufer. Von 1798 bis 1814, als die Pfalz Teil der Französischen Republik (bis 1804) und anschließend Teil des Napoleonischen Kaiserreichs war, war Einselthum in den Kanton Kirchheim im Departement Donnersberg eingegliedert und unterstand der Mairie Albisheim. 1815 hatte der Ort insgesamt 418 Einwohner. Im selben Jahr wurde er Österreich zugeschlagen. Bereits ein Jahr später wechselte der Ort wie die gesamte Pfalz in das Königreich Bayern. Von 1818 bis 1862 gehörte Einselthum dem Landkommissariat Kirchheim – später Kirchheimbolanden an; aus diesem ging das Bezirksamt Kirchheimbolanden hervor. Im Jahr 1928 hatte Einselthum 473 Einwohner (davon 397 Protestanten, 76 Katholiken), die in 86 Wohngebäuden lebten.
Ab 1939 war der Ort Bestandteil des Landkreises Kirchheimbolanden. Nach dem Zweiten Weltkrieg wurde Einselthum innerhalb der französischen Besatzungszone Teil des damals neu gebildeten Landes Rheinland-Pfalz. Im Zuge der ersten rheinland-pfälzischen Verwaltungsreform wechselte Einselthum 1969 in den neu gebildeten Donnersbergkreis; drei Jahre später wurde die Gemeinde in die ebenfalls neu entstandene Verbandsgemeinde Göllheim eingegliedert.

## Religion
Beide großen Konfessionen besitzen jeweils eigene Kirchen im Ort. Die Katholiken gehören zur Pfarrei Göllheim im Bistum Speyer. Die Protestanten gehören zur Pfarrei Albisheim innerhalb der Evangelischen Kirche der Pfalz.
Die Katholiken gehörten einst zur Pfarrei von Zell, während die Protestanten eine eigene besaßen.

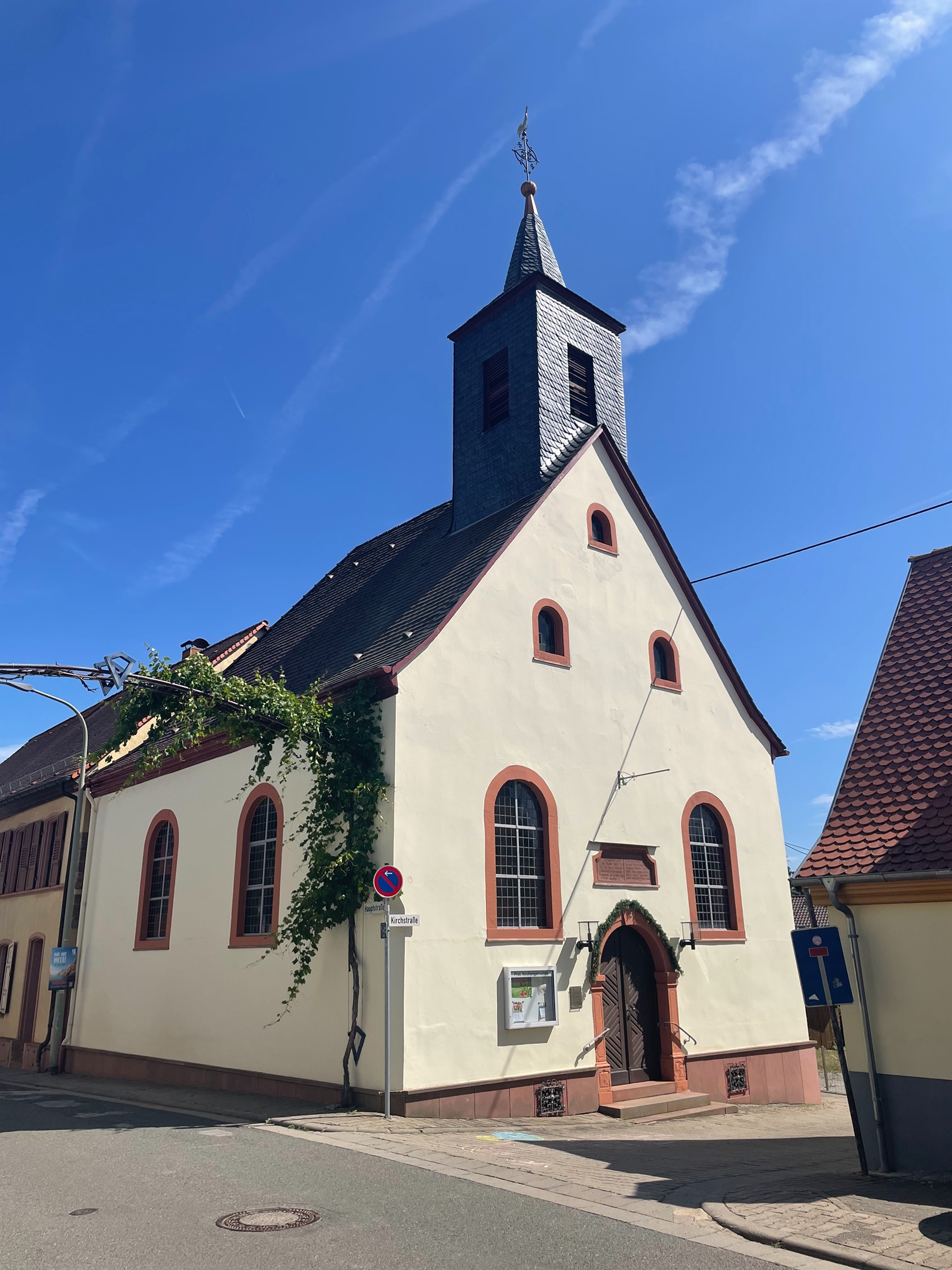
Evangelische Kirche
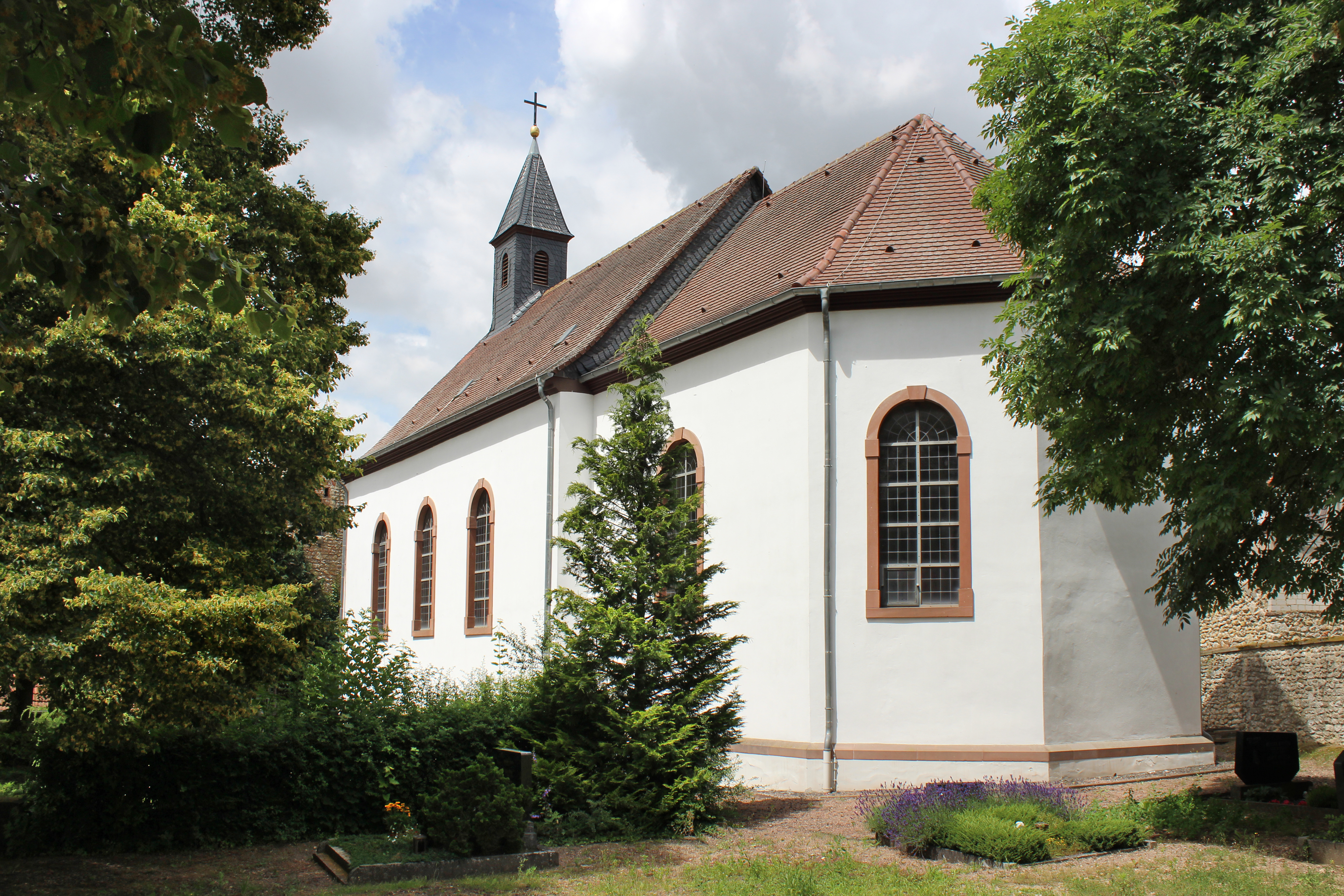
Katholische Kirche

## Politik

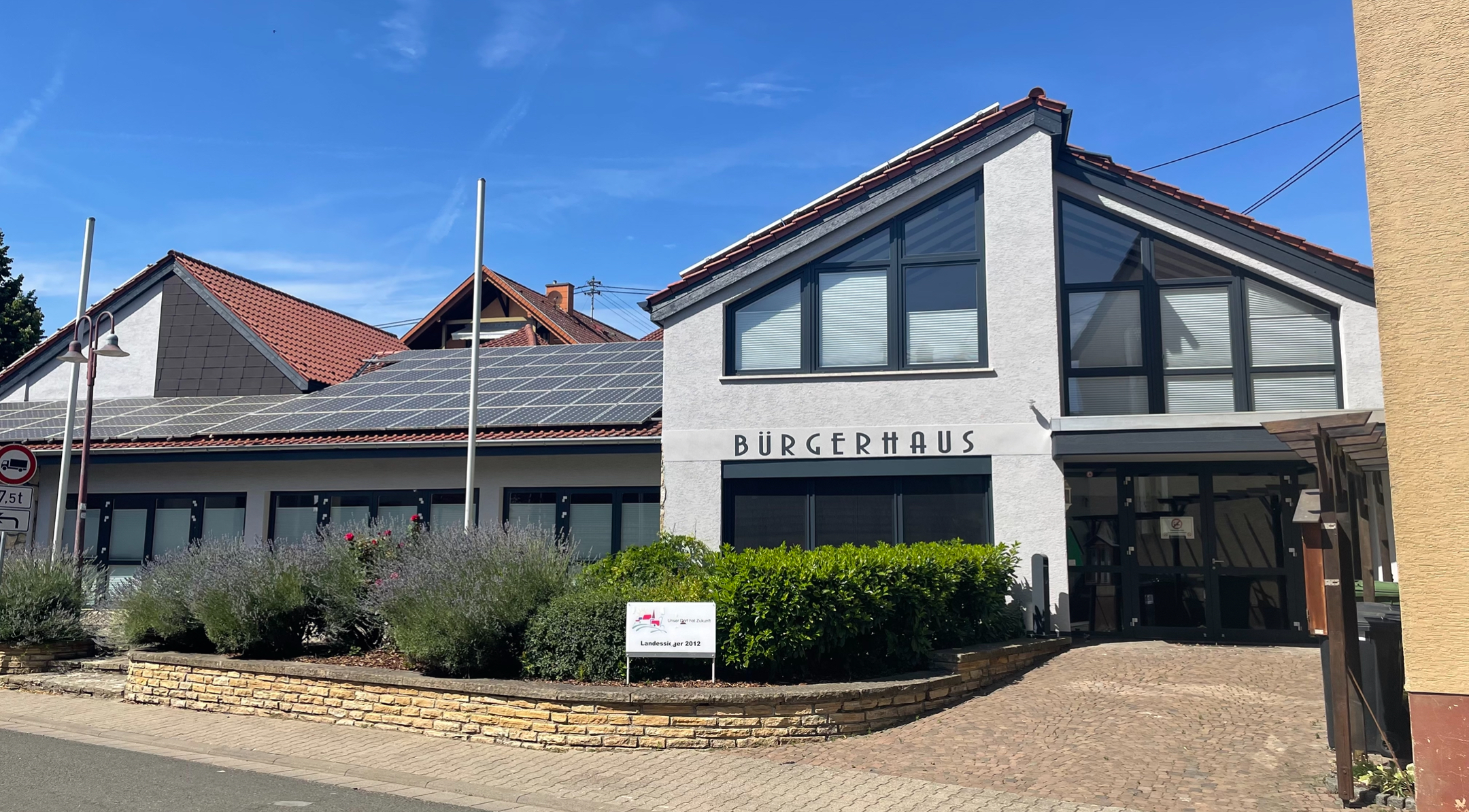
Bürgerhaus in Einselthum

### Gemeinderat
Der Gemeinderat in Einselthum besteht aus zwölf Ratsmitgliedern, die bei der Kommunalwahl am 9. Juni 2024 in einer personalisierten Verhältniswahl gewählt wurden, und dem ehrenamtlichen Ortsbürgermeister als Vorsitzendem.
Die Sitzverteilung im Gemeinderat:
| Wahl | SPD | WEB a | FWG b | WGA c | Gesamt   |
| ---- | --- | ----- | ----- | ----- | -------- |
| 2024 | –   | –     | 8     | 4     | 12 Sitze |
| 2019 | 5   | –     | 7     | –     | 12 Sitze |
| 2014 | 5   | 4     | 3     | –     | 12 Sitze |
| 2009 | 5   | 4     | 3     | –     | 12 Sitze |
| 2004 | 7   | 3     | 2     | –     | 12 Sitze |

### Bürgermeister
Günter Weber (FWG) wurde am 29. August 2024 Ortsbürgermeister von Einselthum, nachdem er wegen einer Erkrankung der bisherigen Ortsbürgermeisterin bereits als Erster Beigeordneter die Amtsgeschäfte geführt hatte. Bei der Direktwahl am 9. Juni 2024 war er als einziger Bewerber mit einem Stimmenanteil von 77,1 % für fünf Jahre gewählt worden.
Webers Vorgängerin Simone Rühl-Pfeiffer (SPD) hatte das Amt 2019 nach erfolgreicher Wahl von Marion Baumrucker übernommen, die nicht mehr angetreten war.

### Wappen
| Wappen von Einselthum | Blasonierung: „Durch eine aufsteigende eingebogene rote Spitze gespalten; rechts Weiß und Blau gerautet, links in Schwarz ein goldener Löwe, rot gezungt und rot bewehrt, in der Spitze über einem silbernen Andreaskreuz ein goldener sechszackiger Stern.“ |
| Wappen von Einselthum | |

## Kultur und Sehenswürdigkeiten

### Kulturdenkmäler

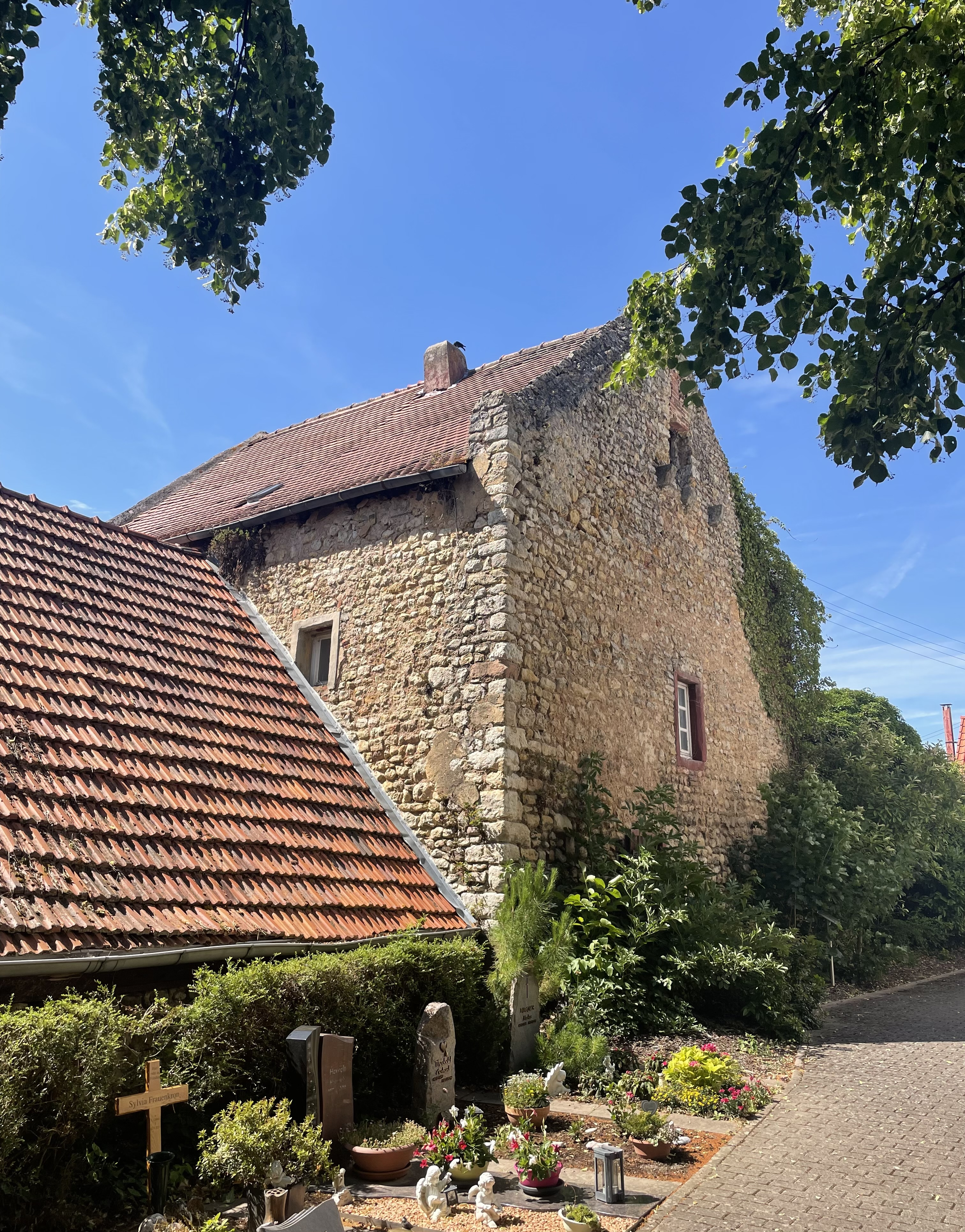
Das Steinerne Haus, neben der katholischen Kirche

Vor Ort befinden sich insgesamt fünf Objekte, die unter Denkmalschutz stehen, darunter das Steinerne Haus. Es handelt sich dabei um das älteste Gebäude der Gemeinde und ist vermutlich 600 bis 700 Jahre alt. Vom Gewölbekeller aus führte einst ein unterirdischer Gang ins Nachbardorf Zell. Ebenfalls denkmalgeschützt ist der Lange Stein.
Die derzeitige katholische Martinskirche des Ortes wurde 1762 auf den Grundmauern des mittelalterlichen Vorgängerbaues errichtet; der Chor besitzt noch einen gotischen Grundriss. Hier hat sich eine der ältesten Glocken der Pfalz erhalten, die aus dem 14. Jahrhundert stammt.

### Natur
Einziges Naturdenkmal ist eine Rosskastanie.

### Regelmäßige Veranstaltungen
Die Einselthumer Weinkerwe findet jedes Jahr am dritten Wochenende im Juli statt. Eine weitere Kerwe – die jährlich letzte Kerwe des Donnersbergkreises – wird in Einselthum im November veranstaltet. Sie wird organisiert von den Einselthumer Kerweborsch.
Im Ortsgeschehen haben ferner die jährlichen Kappensitzungen einen besonderen Stellenwert, da die erzielten Einnahmen einen wesentlichen Beitrag zum Unterhalt der von den lokalen Vereinen und Gruppierungen getragenen Dorfgemeinschaftshalle leisten.

## Wirtschaft und Infrastruktur

### Wirtschaft
Auf 82 Hektar der Gemarkungsfläche wird Wein angebaut. Im Ort, der zum Weinanbaugebiet Pfalz gehört, befinden sich drei aktive Weingüter: das von der Familie BayerWeingut Martinspforte, Weingut Olaf Bescher und Wellers Weinhäusel. Alle Weingüter befinden sich an der Hauptstraße und bieten ihre Erzeugnisse in eigener Probierstube an. Vor Ort befinden sich die Einzellagen Klosterstück (81,4 ha) und Kreuzberg (24,8 ha), die beide zur Großlage Schnepfenflug vom Zellertal gehören.

### Verkehr
Am südlichen Ortsrand verläuft die Bundesstraße 47. Die Kreisstraße 64 verbindet das Siedlungsgebiet mit Albisheim sowie Zell. In kurzer Entfernung befinden sich die A 63 im Westen, die A 6 im Süden und die A 61 im Osten. 
In Albisheim befindet sich ein Bahnhof an der stillgelegten Zellertalbahn. Der nächste regelmäßig bediente Bahnhof befindet sich in Monsheim, an diesen ist der Ort über die Buslinie 921 angebunden, die wochentags im Stundentakt von Kirchheimbolanden nach Monsheim verkehrt.

### Tourismus
Durch den Süden der Gemarkung verläuft für ein kurzes Stück der Zellertal-Radweg.

## Persönlichkeiten
- Theodor Berkmann (1802–1870), evangelischer Geistlicher und Politiker, von 1831 bis 1849 Pfarrer in Einselthum
- Raymond Arnette (1923–2004), katholischer Priester, hielt in den Jahren vor seinem Tod vor Ort Gottesdienste ab